# Османский флот

Флаг Османского флота с 1844

Осма́нский флот (тур. Osmanlı Donanması) — военно-морской флот, один из видов вооружённых сил Османской империи.
В средние века являлся одним из сильнейших военно-морских флотов в Средиземноморье. Кроме того, в сферу интересов флота в разное время входили Чёрное и Красное моря, Индийский океан. В литературе встречается и другие названия Флот Османской империи, Турецкий флот и т. д.

## История

### Предыстория

Карта Западной Анатолии и Эгейского моря с городами, подвергнувшимися нападению Чака Бея

В 1081 году сельджукский эмир Чака Бей завоевал несколько городов на эгейском побережье Анатолии, включая Смирну. В том же году он начал строительство первого анатолийского турецкого флота, состоявшего из 33 парусных судов и 17 вёсельных судов, на верфях Смирны и Эфеса. В 1089 году флот Чака Бея завоевал Лесбос, а в следующем году — Хиос, нанеся 19 мая 1090 года около островов Инуссес поражение византийскому флоту. Это сражение стало первой крупной победой турок на море. В 1091 году флот Чака Бея захватил острова Самос и Родос, однако вскоре потерпел поражение от византийцев под командованием адмиралов Константина Далассена и Иоанна Дуки и потерял все завоевания. Однако, согласно отдельным источникам, уже в 1095 году флот Чака Бея вновь совершил рейд против стратегического византийского порта Адрамитион (современный Эдремит). Согласно другим авторам, сельджукский флот во время этой экспедиции возглавлял сын к этому времени погибшего Чака Бея.
Сельджукский правитель Конийского султаната Кей-Кубад I завоевал город Алайе (современная Аланья) и создал там военно-морскую базу для флота сельджуков на Средиземном море. Кроме того, им был создан флот на Чёрном море, базирующийся в порту Синоп. Около 1222 года эмир Хусам ад-Дин Чупан по приказу султана, совершил морской поход из Синопа в Крым. Предлогом для похода стала защита прав румских купцов, жаловавшихся на притеснения. Сельджуки разбили армию половцев и захватили подконтрольный им Судак.

### Зарождение (1299—1453)

#### Экспансия в Эгейское, Чёрное, Ионическое и Адриатическое моря
Завоевание острова Имралы в Мраморном море в 1308 году стало первой османской морской победой. В 1321 году османский флот впервые высадил десант во Фракии. В 1352 году османы захватили свою первую крепость в Европе. Таким образом оба берега стратегических черноморских проливов стали контролироваться Османской империей.
В 1370-х годах османы совершили первую высадку на эгейском побережье Македонии и без боя заняли Салоники. Однако уже в 1380 году они оставили город и повторно захватили его только в 1387 году после четырёхлетней осады (1383—1387). С 1387 года по 1423 год усилению османского флота способствовали территориальные приобретения Османской империи на Балканском полуострове и черноморском побережье Анатолии. Зарождавшийся османский флот опустошил остров Хиос, совершал набеги на побережье Аттики и пытался организовать торговую блокаду других островов в Эгейском море.
В 1415 году турецкий флот атаковал Негрепонте. В ответ Венеция снарядила 10 галер под командованием Пьетро Лоредана. 27 мая 1416 года в проливе Дарданеллы при Галлиполи Лоредан захватил турецкий флот. В 1421 году, после покорения венецианцами Салоник, Турция объявила Венеции войну. Война Венеции с Миланом, начавшаяся в 1426 году, показала, что Венеция не может воевать на два фронта. В 1430 году Венеция потеряла Салоники, а в 1431 году в Адрианополе с турками был заключён мир.
Кроме Салоник, флот вносил свой вклад в расширение Османской империи и на других направлениях: в 1424 году при его участии был захвачен Синоп, в 1426 году — Измир. При значительном участии флота была завоёвана Албания.

### Развитие (1453—1683)

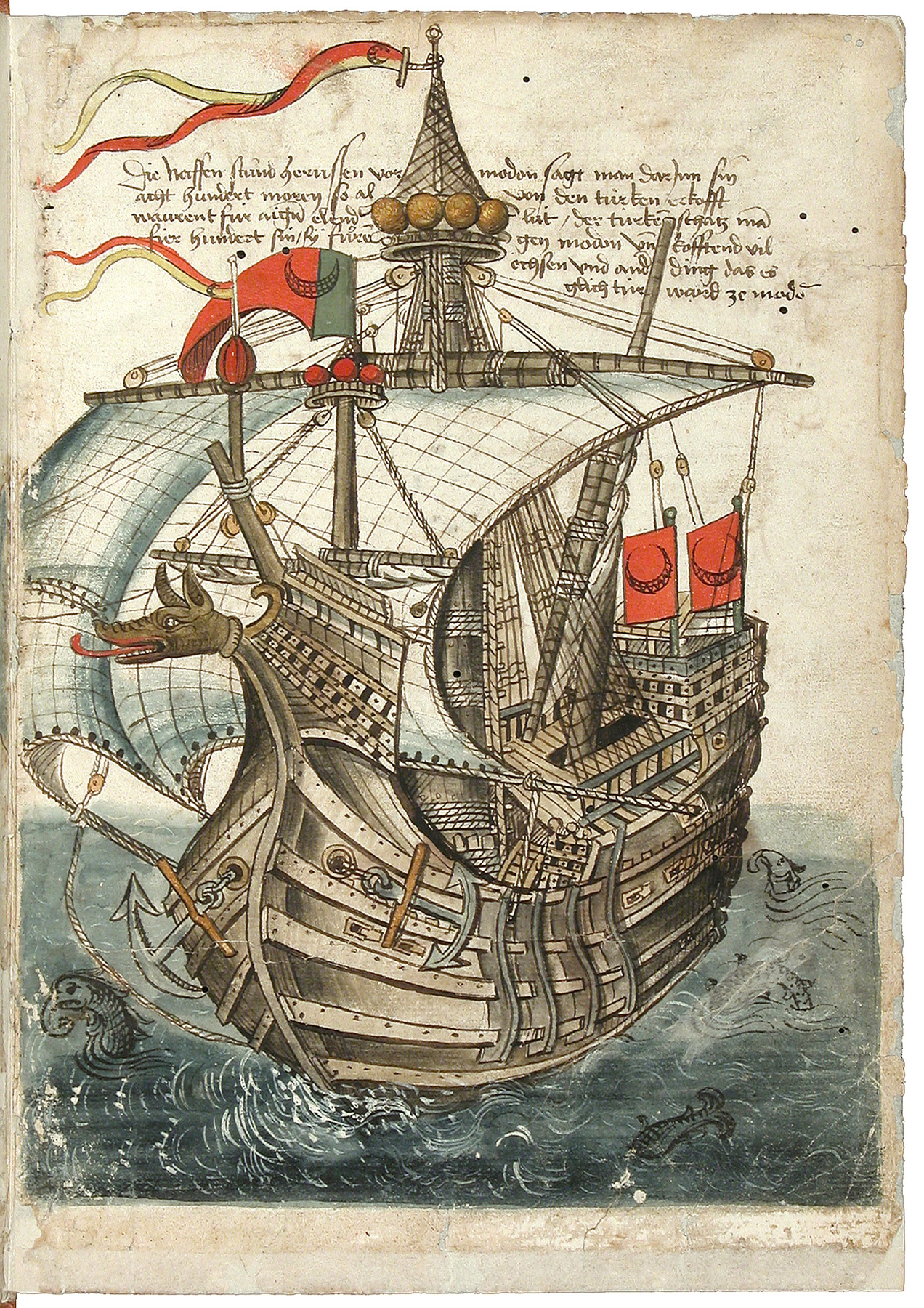
Турецкая каракка. Рисунок Конрада Грюненберга из его описания путешествия в Иерусалим (1487)

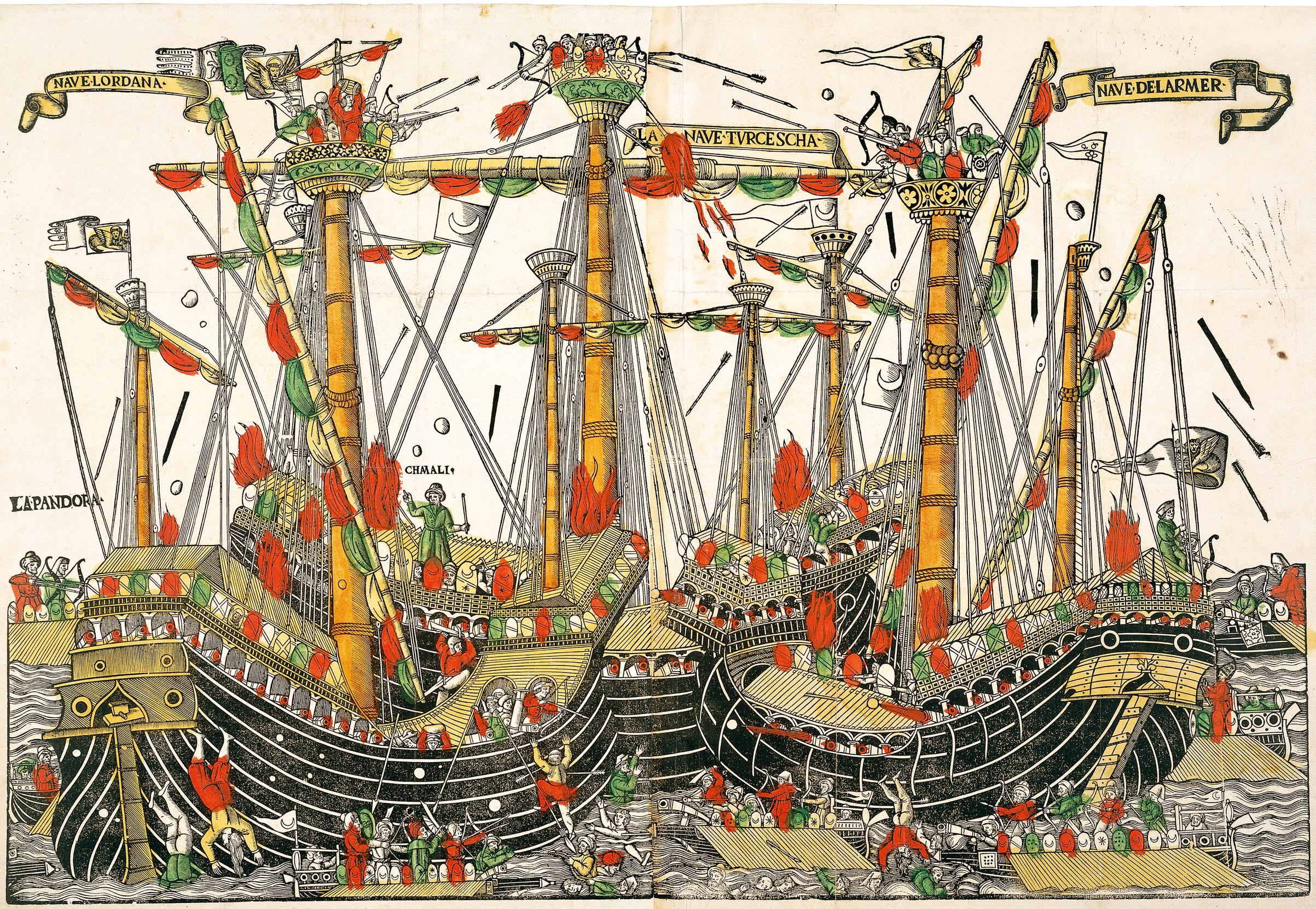
Битва при Зонкьо 1499 года. Венецианская гравюра

В 1453 году османский флот участвовал в историческом захвате Константинополя, после чего захватил острова Гёкчеада, Лемнос, Тасос. В 1460 году при участии флота было захвачено Афинское герцогство в Морее, а в следующем году пали Трапезундская империя и генуэзская колония Амасра, положив конец последним осколкам Византийской империи. В 1462 году османский флот принял участие в завоевании генуэзских островов в северной части Эгейского моря, включая Лесбос, в результате чего началась турецко-венецианская война 1463—1479 годов.
В последующий период с помощью своего флота турки расширили свои владения в Эгейском море, а в 1475 году закрепились в Крыму. До 1499 года с помощью флота последовало дальнейшее расширение турецких владений на побережье Чёрного моря (например, завоевание Грузии в 1479 году) и на Балканском полуострове (окончательное завоевание Албании в 1497 году и завоевание Черногории в 1499 году). Потеря Венецией своих фортов в Черногории, недалеко от стратегического Кастельнуово, привела к началу турецко-венецианской войны 1499—1503 годов, в ходе которого турецкий флот под командованием Кемаль-реиса победил венецианский флот в битвах при Зонкьо (1499) и при Модоне (1500). К 1503 году османский флот совершил налёт на северо-восточное адриатическое побережье Италии и полностью захватил венецианские владения в Морее, Ионическом море и юго-восточном побережье Адриатического моря.
Согласно Кятибу Челеби типичный флот Османской империи в середине XVII века состоял из 46 судов (40 галер и 6 мавн), экипажи которых составляли 15 800 человек, примерно две трети (10 500) из которых были гребцами, а остальные (5300) бойцами.

#### Экспансия в Средиземноморье

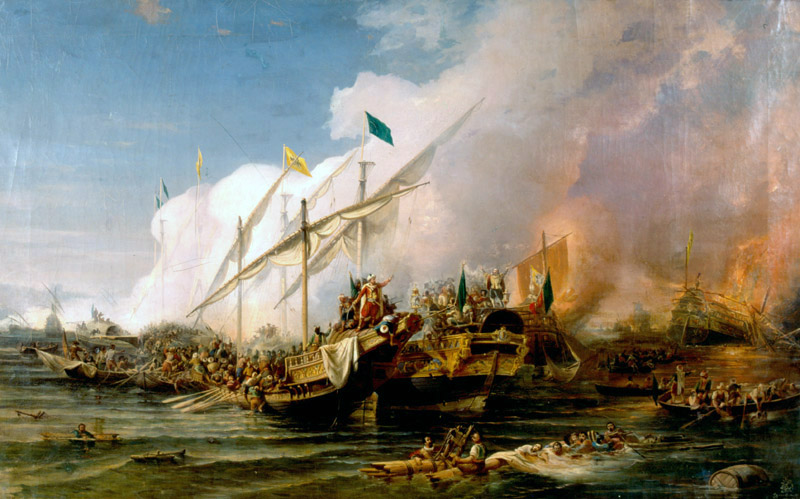
Османский адмирал Хайр-ад-Дин Барбаросса в 1538 году разгромил флот Священной лиги под командованием Андреа Дория в сражении у Превезе

В правление султана Селима I флот активно участвовал в расширении территории Османской империи, начав с завоевания Сирии в 1516 году, и продолжив присоединением Леванта и Северной Африки. В 1516—1517 годах у Испании Аруджой Барбароссой был завоеван Алжир, затем последовало завоевание Египта и ликвидация Мамлюкского султаната в 1517 году. В 1522 году флот под командованием Куртоглу Муслихиддин Реиса принял участие в захвате острова Родос. Занимавшие остров госпитальеры с разрешения султана Сулеймана I покинули остров и спустя 10 лет обосновались на Мальте.

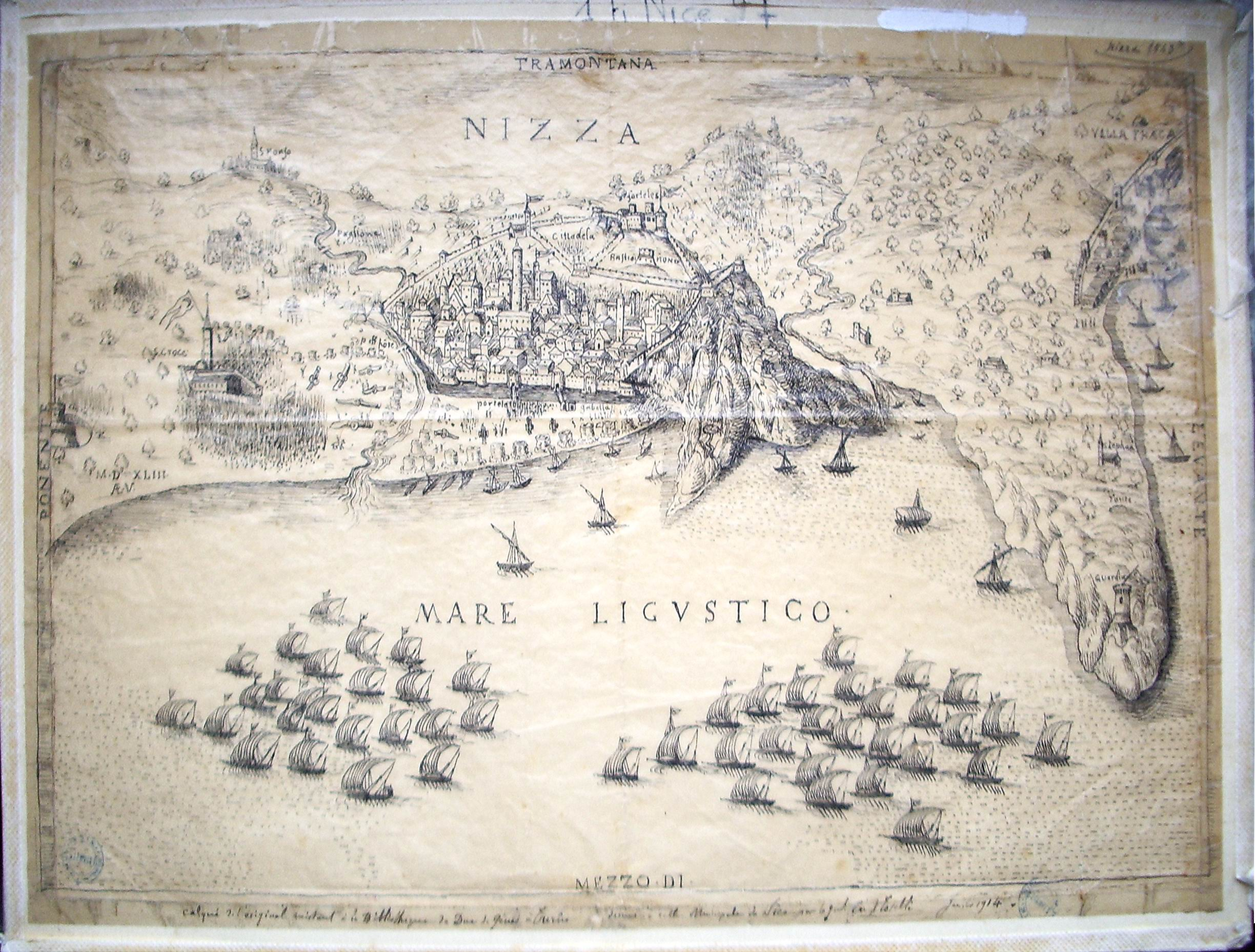
В 1543 году объединённым силам франко-османского альянса удалось захватить Ниццу

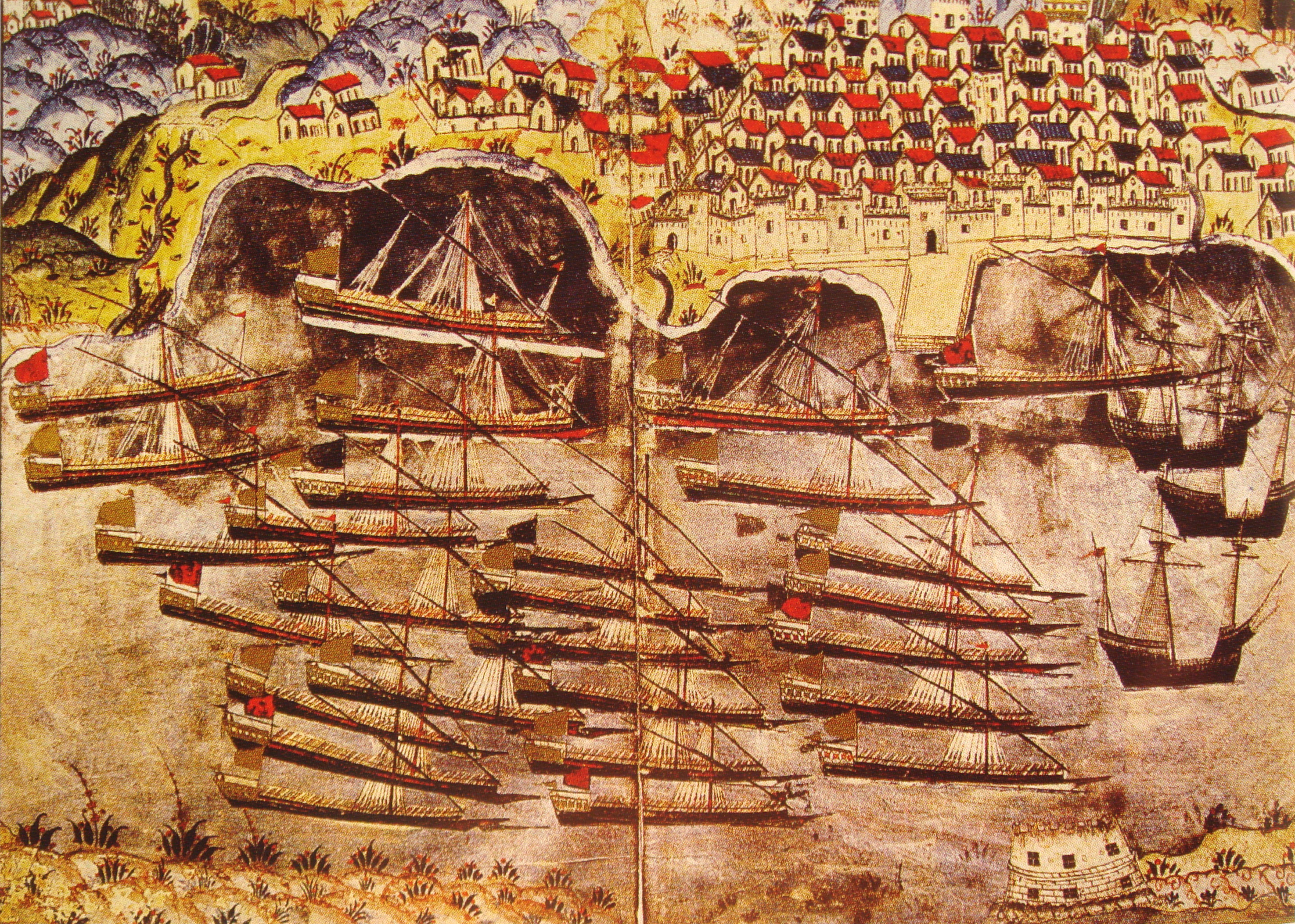
Османский флот на якоре во французском порту Тулон в 1543 году. Миниатюра Матракчи Насуха.

В 1527 году османский флот принял участие в завоевании Далмации, Хорватии, Славонии и Боснии, а в 1529 году, находясь под командованием Салих-реиса и Айдын-рейса, разбил испанский флот Родриго Портуондо вблизи острова Форментера. После этого последовало завоевание флотом Хайраддина Барбароссы Туниса (1534), Мореи и Наксосского герцогства (1537).
После этого османский флот осадил принадлежавший Венецианской республике остров Корфу, совершил набеги на побережье Калабрии и Апулии, что вынудило венецианцев и Габсбургскую Испанию Карла V просить римского папу создать Священную лигу, состоявшую из Испании, Венецианской и Генуэзской республик, Папской области и Мальтийского ордена. Объединённый флот лиги, который возглавил адмирал Андреа Дориа, был разгромлен турецким флотом под командованием Хайраддина Барбароссы в сентябре 1538 года в битве у Превезе. После этой победы флот Османской империи стал рассматриваться как доминирующая сила на Средиземное море.
В 1543 году османский флот участвовал вместе с французскими войсками в осаде Ниццы, которая в то время принадлежала Савойскому герцогству. После этого французский король Франциск I позволил турецкому флоту перезимовать в Тулоне, который они покинули в мае 1544 года.
В 1541, 1544, 1552 и 1555 годах испано-итальянский флот Карла V под командованием Андреа Дориа потерпел поражение от османов в Алжире, Неаполе, Понце и Пьомбино соответственно.

#### Операции в Индийском океане и Северной Африке
Основная статья: Османские морские экспедиции в Индийском океане

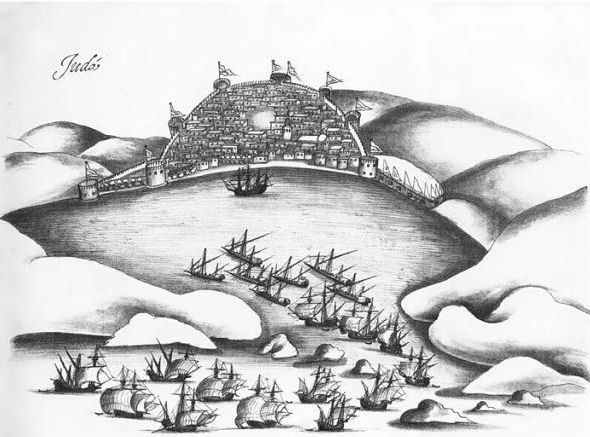
Османо-мамлюкские войска под командованием Сельман Рейса обороняют Джидду при нападении португальцев в 1517 году

Впервые Османская империя заявила о себе на Красном море ещё в 1514—16 годах, когда активно сотрудничала с Мамлюкским султанатом в ходе португало-мамлюкской войны 1505—17 годов. В Египет был прислан турецкий адмирал Сельман Рейс, а также огнестрельное оружие. Сельман Рейс поступил на службу к мамлюкам и привёл с собой двухтысячный отряд. 30 сентября 1515 года мамлюкский флот во главе с Сельманом Рейсом и Хусейном ал-Курди в составе 19 кораблей отплыл из Суэца. На суда были набраны 3000 моряков, в том числе 1300 турецких солдат. Флот вскоре достиг Камарана, где солдаты отстроили разрушенную португальцами крепость. Затем союзный флот достиг Йемена, захватил Забид, но взять Аден в сентябре 1516 года не удалось. Поход оказался в целом неудачным, но мамлюкам удалось закрепиться на побережье Индийского океана, создав в Йемене опорную базу. В 1517 году союзному флоту удалось отбить нападение португальцев на Джидду.
В 1517 году после завоевания Мамлюкского султаната Османская империя сама утвердилась на берегах Красного моря, и вскоре её интересы столкнулись с интересами Португалии. В 1525 году, во времена правления Сулеймана I, Сельман Рейс был назначен командующим небольшим османским флотом в Красном море, предназначавшимся для защиты прибрежных городов против португальских нападений. В 1538 году турецкие войска заняли Басру на побережье Персидского залива.
В том же году султан начал турецко-португальскую войну, отправив из Суэца большую турецкую эскадру под командованием Хадыма Сулеймана-паши с целью вытеснения португальцев из Индии В Индии османы неудачно осадили португальскую крепость Диу и были вынуждены вернуться обратно, но в ходе экспедиции были захвачены Йемен и Аден, вошедшие в состав Османской империи..

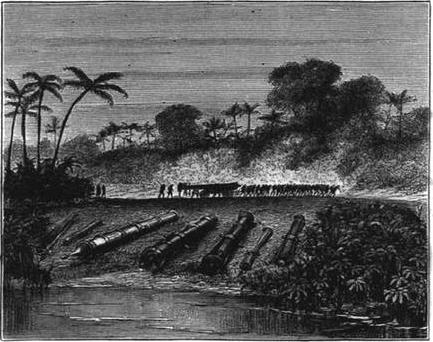
Османские и ачехские орудия, демонтированные после завоевания Ачеха Голландской империей в 1874 году. The Illustrated London News

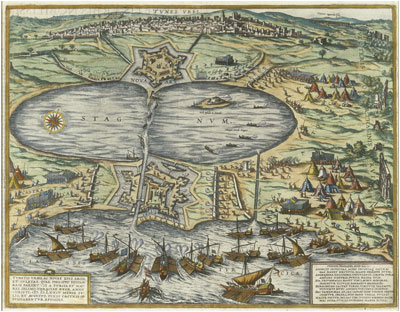
Османский флот атакует крепость Ла-Голетта во время завоевания Туниса в 1574 году

В 1548 году жители Адена восстали против турецкого владычества и португальцы 26 февраля 1548 года захватили его, однако в этот же день турки под командованием Пири-реиса отбили город. В 1550 году турецкий паша Басры сумел овладеть важным портом Эль-Катиф на арабском берегу Персидского залива, где турки построили укреплённую крепость. В 1552 году под контроль османов перешли Оман и Катар, но овладеть важной португальской крепостью на острове Ормуз они не смогли.
В первой половине 1560-х годов правитель султаната Ачех на Суматре Аладдин I аль Кухар отправил посольство в Стамбул к султану Сулейману Великолепному, признавая его халифом ислама и прося помощи против португальцев. В ответ на это в 1569 году османский флот из 22 кораблей под командованием Куртоглу Хызыр-реиса, зайдя в порты Дебал, Сурат и Муруд-Джанира, прибыл в Ачех, ознаменовав тем самым восточную границу османской территориальной экспансии.
Победа османского флота в битве у Первезе в 1538 году и в сражении у острова Джерба в 1560 году обеспечила превосходство Османской империи в Средиземном море в течение нескольких десятилетий. Даже громкое первое поражение от европейцев в битве при Лепанто в 1571 году не помешало османам завоевать Кипр, а после восстановления своего флота повторно завоевать Тунис и завершить османское завоевание Северной Африки, где уже в 1551 году флот под командованием Тургут-реиса присоединил к империи Ливию, а в 1553 году Салих-реис подчинил берега Марокко и достиг Гибралтарского пролива.

#### Операции в Атлантическом океане

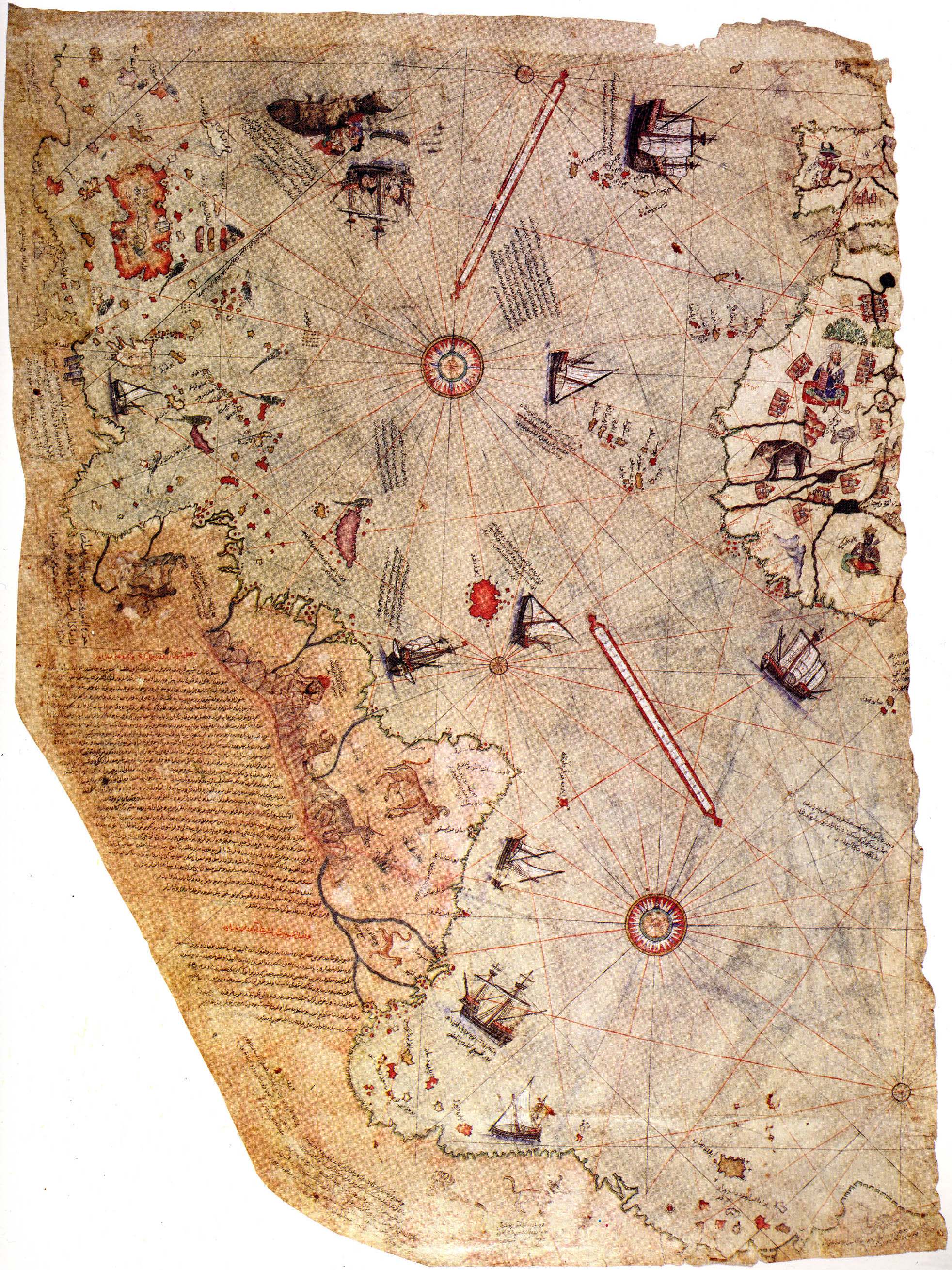
Уцелевший фрагмент карты османского адмирала Пири-реиса 1513 года с изображением Атлантического океана и Южной Америки

Первые рейды турецкого флота в Атлантический океан состоялись ещё в XVI веке. В 1501 году эскадра Кемаль-реиса совершила набег на Канарские острова, а в 1585 году флот под командованием Мурат-реиса старшего временно захватил остров Лансароте на тех же островах.
В XVII веке османский флот начал регулярно выходить в Атлантический океан. В 1617 году турки захватили остров Порту-Санту в архипелаге Мадейра, после чего совершили набеги на Суссекс, Плимут, Девон, Корнуолл и другие местности Западной Англии в августе 1625 года.
В 1627 году османская эскадра вместе с берберскими пиратами под командованием Мурат-реиса младшего захватила остров Ланди в Бристольском заливе, который на протяжении следующих пяти лет стал основной базой для каперских операции османов в Северной Атлантике. Отсюда они совершили рейды на Шетландские и Фарерские острова, побережье Дании и Норвегии, рейд в Исландию и архипелаг Вестманнаэйар. В 1627—1631 годах та же эскадра совершила рейд на побережье Ирландии и Швеции.
Позже османские военные корабли наблюдали у восточного побережья Северной Америки, в частности в английских колониях на Ньюфаундленде и в Виргинии.

#### Чёрное море

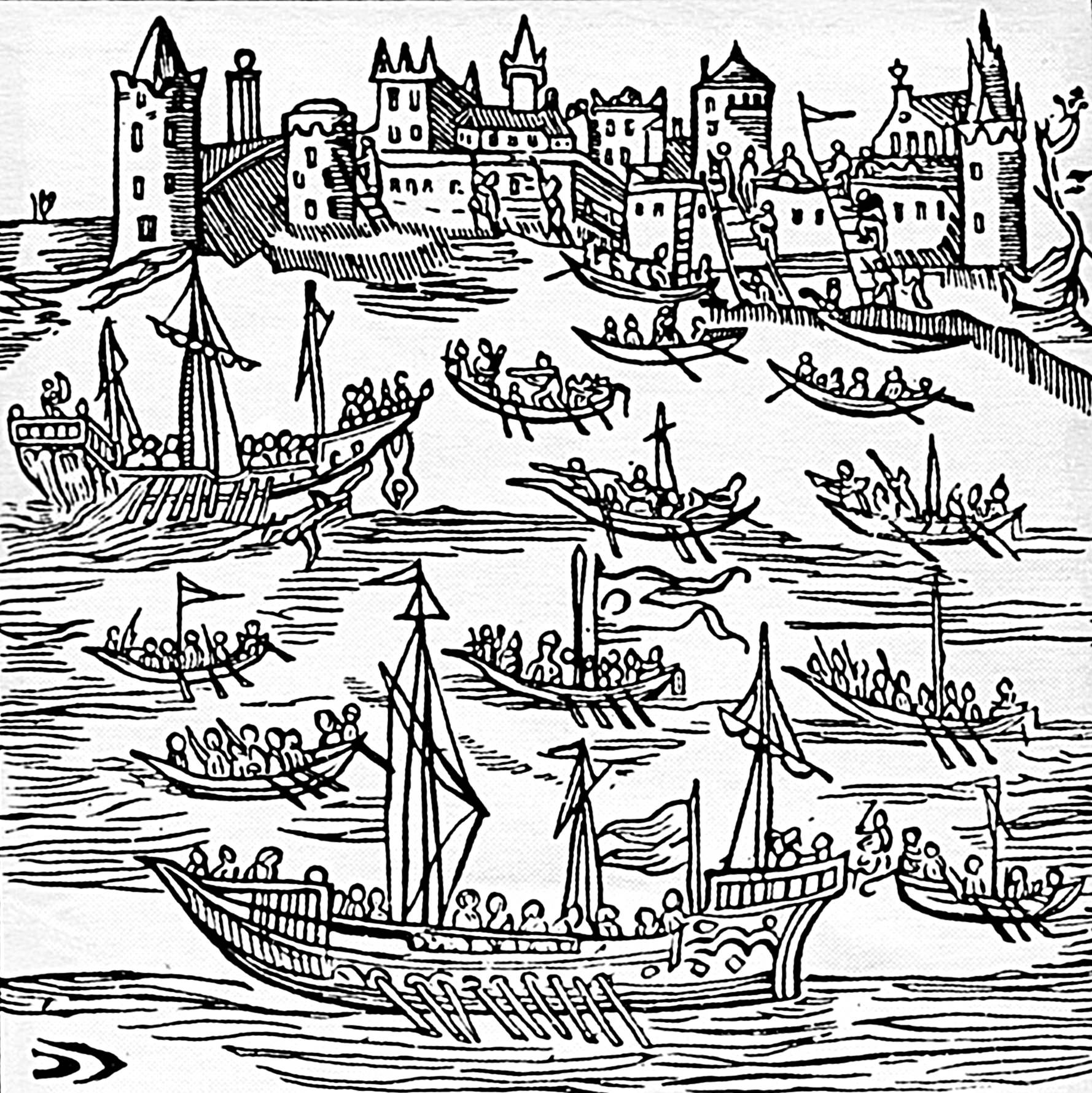
Запорожские казаки на чайках уничтожают османские галеры во время захвата Кафы в 1616 году. Гравюра из книги Стихи на жалобный погреб благородного рыцаря Петра Конашевича-Сагайдачного

В 1475 году султан Мехмед II направил флот из 380 галер под командованием Гедик Ахмед-паши к берегам Крыма, в результате чего османами были завоёваны греческое княжество Феодоро и находящиеся под управлением генуэзцев прибрежные города Чембало (сейчас Балаклава), Солдая (Судак) и Каффа (Феодосия), а Крымское ханство в 1478 году попало в вассальную зависимость от Османской империи и находилось в ней до 1774 года.
Несмотря на то, что неудачные для турок-османов осада Мальты в 1565 году и битва при Лепанто в 1571 году показали, что маятник в противостоянии христианской Европы и мусульманской Порты качнулся в другую сторону, Чёрное море и в это время оставалось «внутренним турецким озером». На протяжении более чем ста лет османское военно-морское превосходство на Чёрном море держалось на трёх китах: турки контролировали черноморские проливы и дельту Дуная, из-за чего не одно из государств в регионе не могло создать здесь эффективных военно-морских сил, а также на фактическом отсутствии пиратства на этом море.

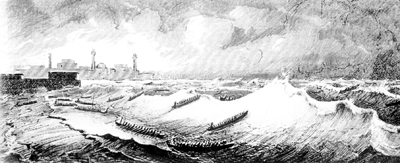
Казацкие чайки под Константинополем. Картина Афанасия Сластиона 1900 года

Ситуация стала меняться в середине XVI века, когда Османская империя начала испытывать частые морские набеги запорожских казаков. Казаки строили гребные лодки, называемые чайками, которые вмещали до 70 бойцов и оснащались 4-6 фальконетами, что делало их грозными военно-морскими судами. Их преимуществами перед турецкими галерами были небольшой размер и низкая посадка в воде, что затрудняло их обнаружение и повышало манёвренность. В начале XVII века казаки могли собирать флотилии, доходящие до 300 чаек и совершать набеги по всему побережью Чёрного моря. так, известны набеги казацких чаек на такие крупные города как Кафа, Варна, Трабзон, и даже пригороды Константинополя.
Французский военный инженер Гийом де Боплан лично наблюдал и описал тактику казаков при нападении на турецкие корабли и прибрежные города. Наивысшей точки казацкие атаки достигли в 1637 году, когда отряд запорожских и донских казаков после двухмесячной осады с использованием морских судов захватил турецкую крепость Азов в устье Дона и удерживал её до 1642 года.

### Застой (1683—1827)

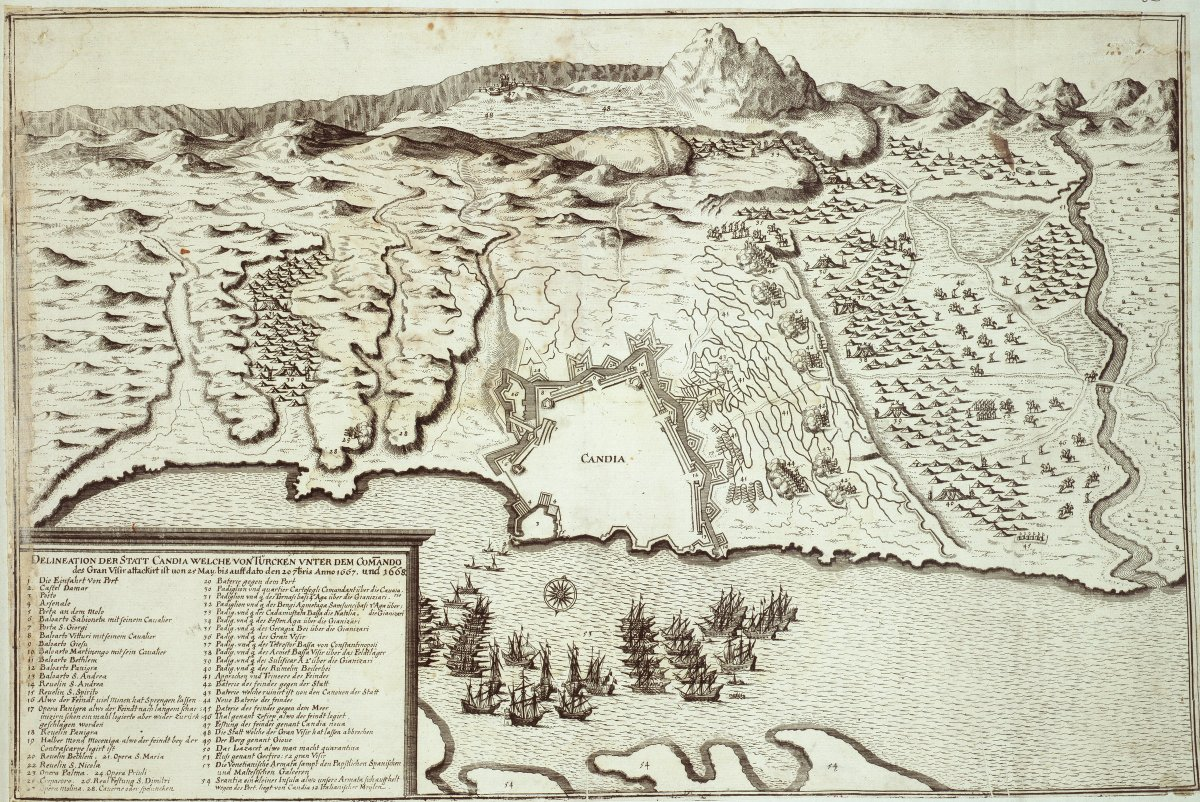
Немецкая карта, изображающая заключительный этап осады Кандии во время турецко-венецианской войны 1645—1669 годов

В остальной части в XVII—XVIII веках, однако, операции османского флота были в значительной степени ограничены бассейнами Средиземного, Чёрного, Красного, Аравийского морей и Персидским заливом. Продолжительная турецко-венецианская война 1645—1669 годов закончилась победой османов и завоеванием Крита, обозначив максимальное расширение границ империи.
Но уже по итогам Великой Турецкой войны 1683—99 годов империя начала терять свои территории, уступив венецианцам Морею, а набиравшему силу Русскому царству Петра I — Азов.

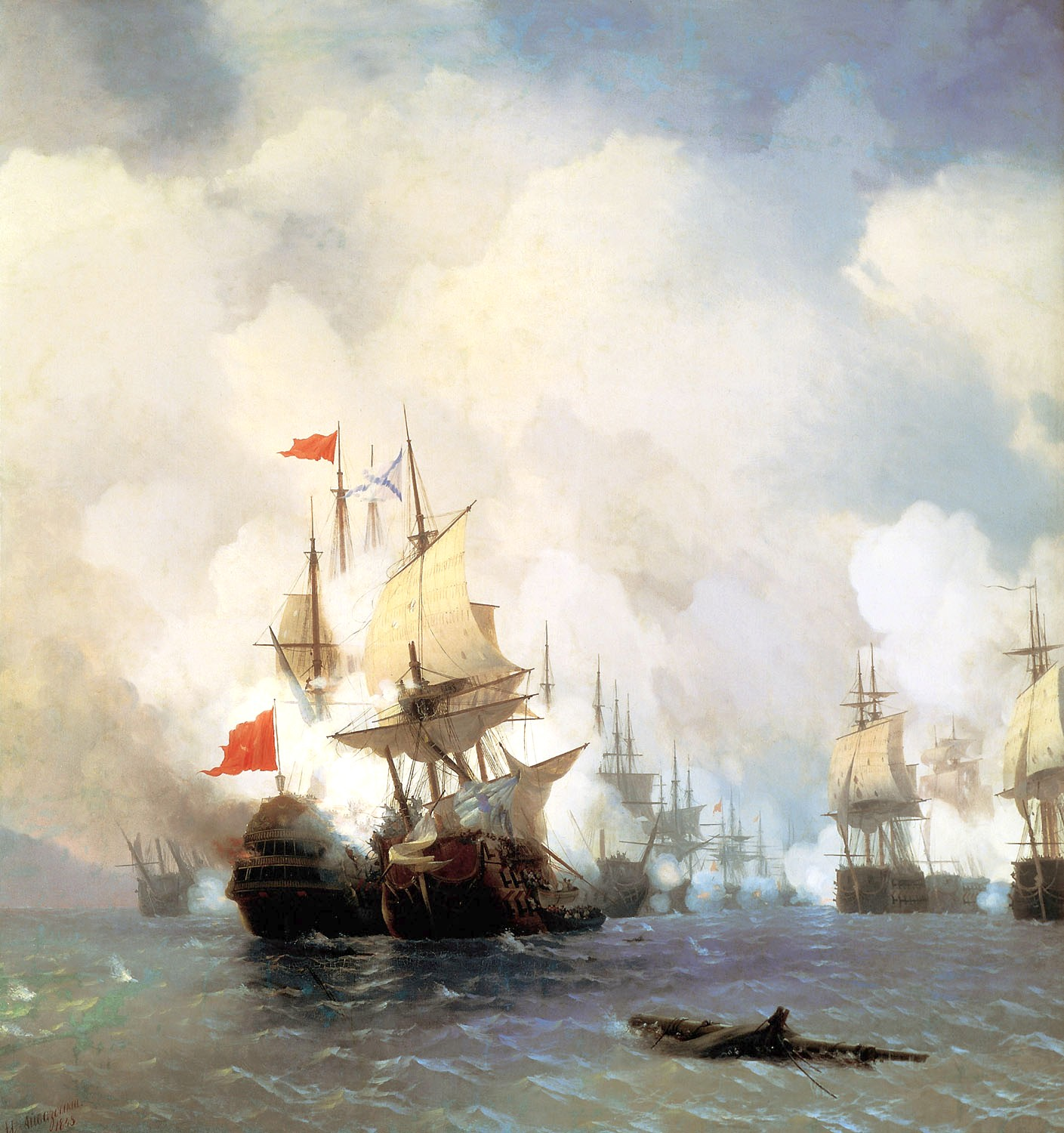
И. Айвазовский. «Хиосский бой». На картине изображён кульминационный момент боя — столкновение «Святого Евстафия» и «Бурдж-у-Зафера»

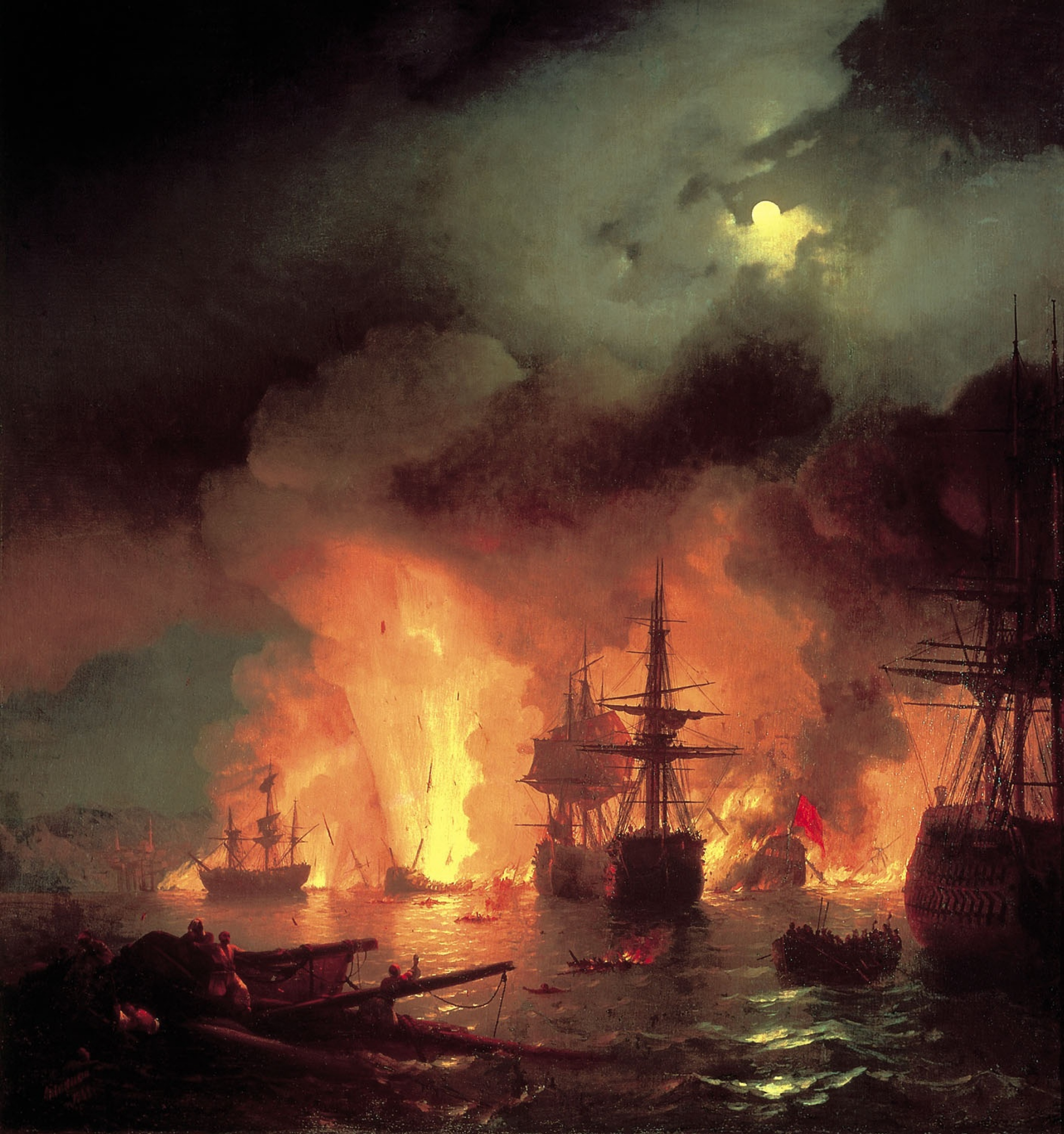
И. Айвазовский. «Чесменский бой»

В начале XVIII века османы смогли в последний раз расширить свои владения. В 1708 году они заняли Оран — последний испанский опорный пункт в Алжире. В 1713 году вернули себе Азов, впрочем, флот значительного участия в этом конфликте не принял. Во время турецко-венецианской войны 1714—1718 годов, в ходе которой османы смогли вернуть себе Морею, в битве у мыса Матапан против объединённого флота Венеции, Португалии, Папской области и Мальты, османский флот добиться успеха не смог. После этого в истории османского флота наступил почти пятидесятилетний период мирного существования и даже в русско-турецкой войне 1735—1739 годов, по итогам которой Азов вновь перешёл к уже Российской империи, флот активного участия не принимал.
Продолжительный период без участия в боевых действиях не мог не сказаться на боевом состоянии флота и в следующей русско-турецкой войне 1768—74 годов он потерпел сокрушительное поражение. Не имея сильного флота на Чёрном море, русские выделили для прикрытия восстания греков эскадру Балтийского флота под командованием графа Алексея Орлова, которая обогнула Европу и прибыла в Эгейское море, где в 1770 году в Хиосском и Чесменском сражениях полностью уничтожила османский флот.
После разгрома султан Мустафа III начал реформы на флоте. Были приглашены иностранные офицеры, которые начали модернизацию флота. По инициативе французского инженера Франца Тотта было основано военно-морское училище, переименованное вскоре в военно-морскую академию. Несмотря на это, в следующей русско-турецкой войне 1787—1791 годов османский флот не смог на равных противостоять даже одной российской Днепровской флотилии под командованием контр-адмиралов Джона Пола Джонса и Карла Нассау-Зигена, и уж тем более после её объединения с Севастопольской эскадрой в единый Черноморский флот под командованием Марко Войновича, а затем Фёдора Ушакова, и потерпел поражение в сражениях в Лимане (1788), у Фидониси (1788), в Керченском проливе (1790), у мыса Тендра и у Калиакрии.

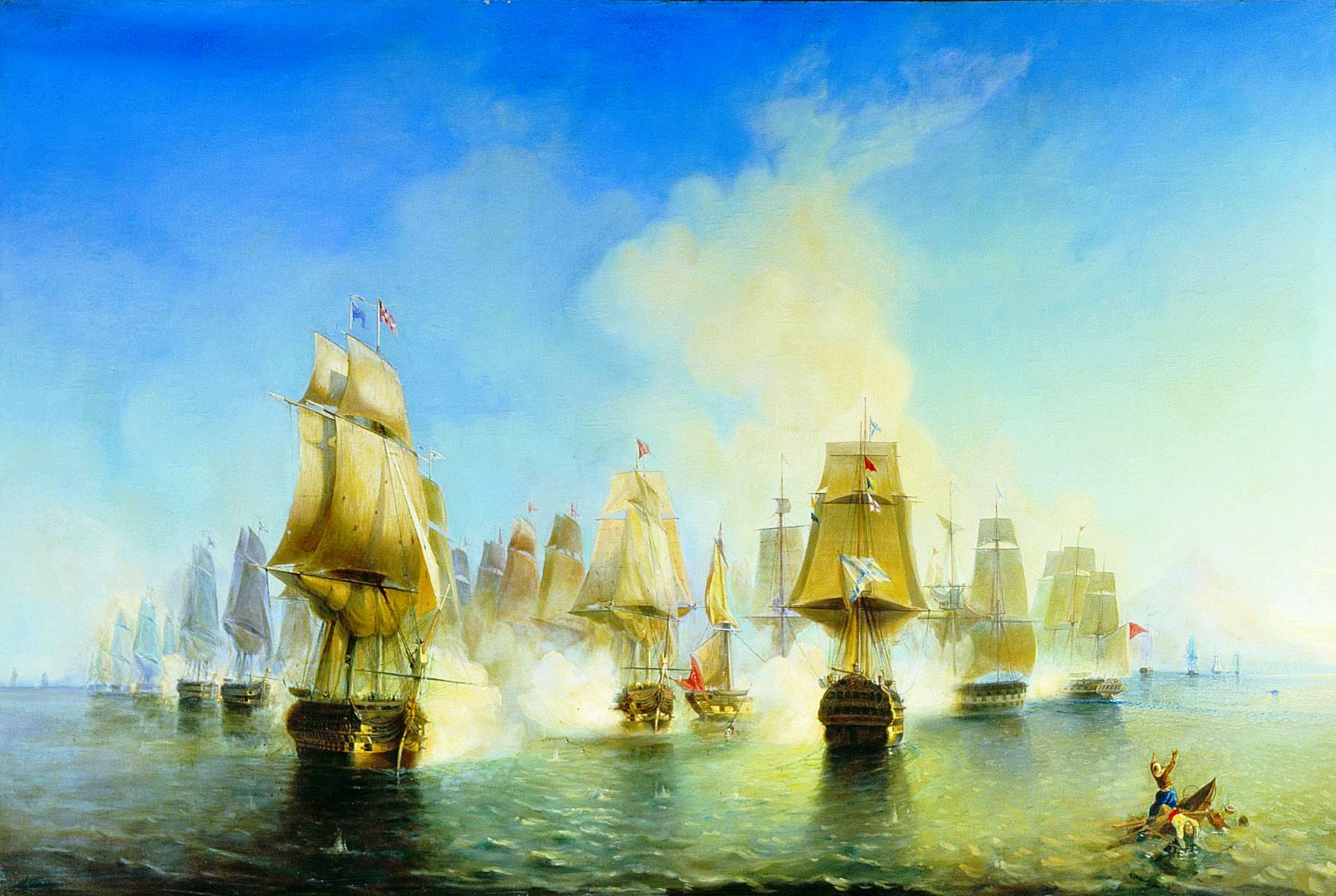
А. П. Боголюбов. «Афонское сражение 19 июня 1807 года»

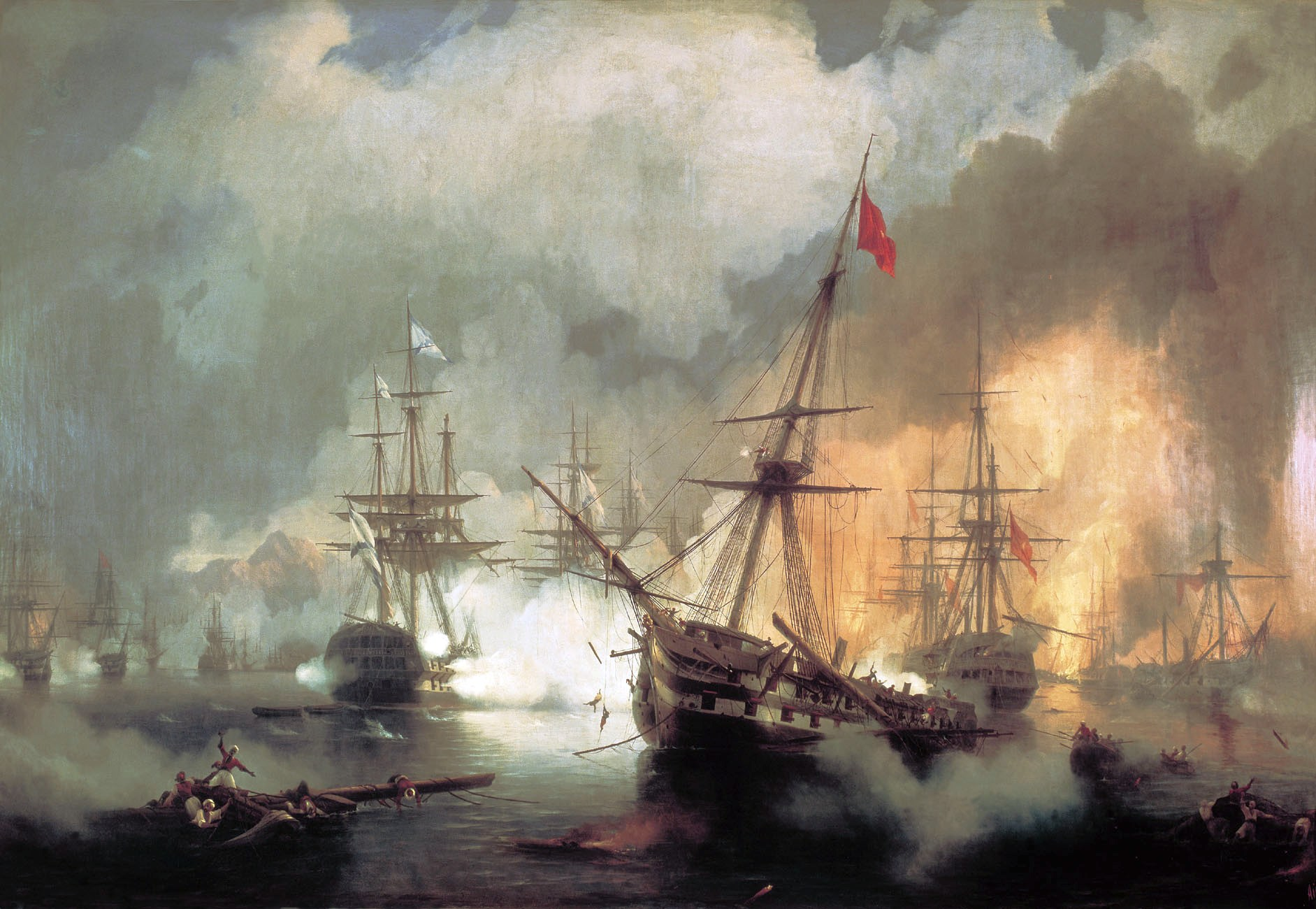
И. Айвазовский. «Морское сражение при Наварине 2 октября 1827 года»

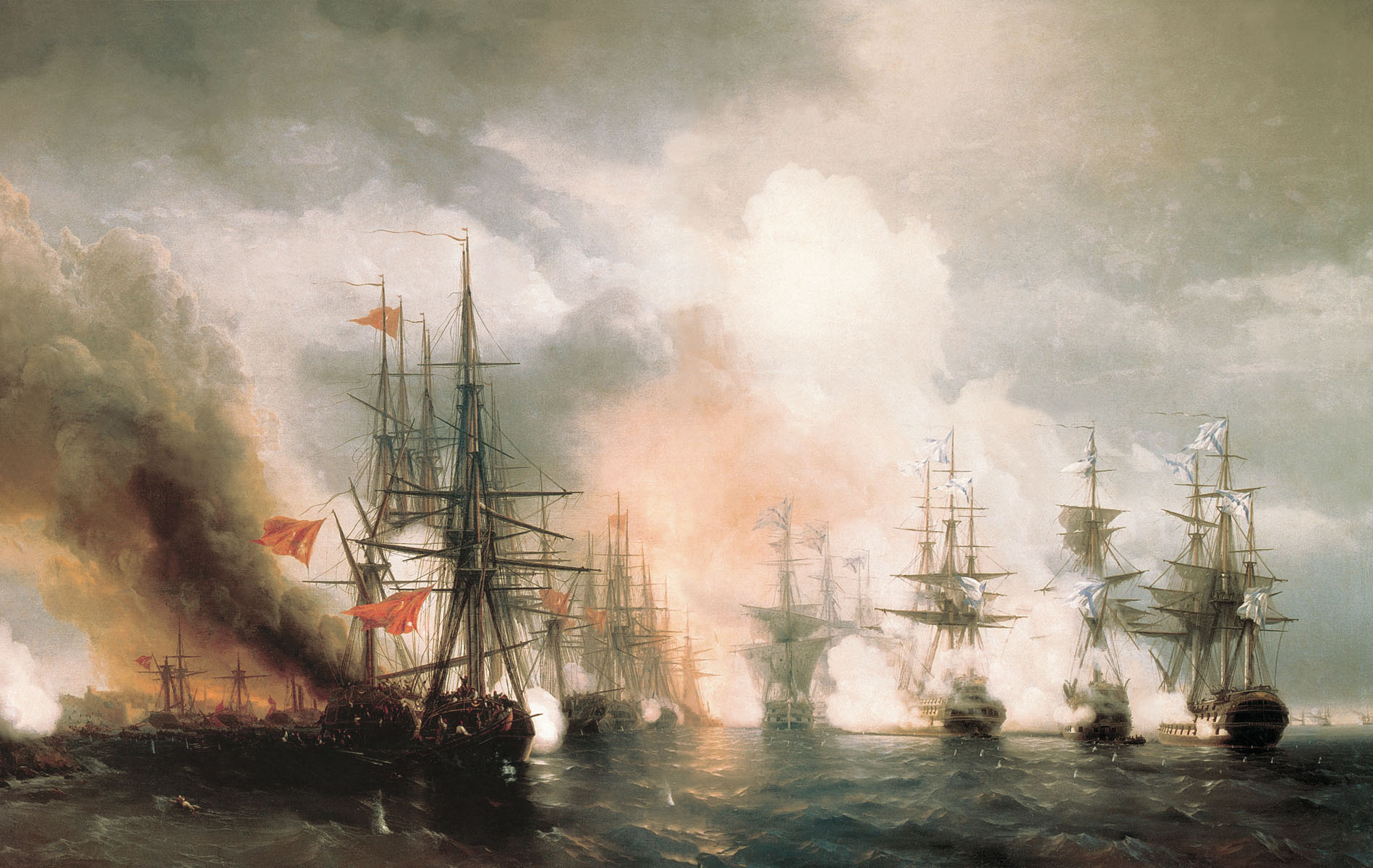
И. Айвазовский. «Синопский бой»

После высадки армии Наполеона Бонапарта в 1798 году в формально считавшимся османским Египте, Османская империя присоединилась в войне второй коалиции к антифранцузским союзникам и многие из иностранных специалистов, бывшими французами, покинули Константинополь. В ходе войны, османский флот, при операциях в Средиземном море, был подчинён средиземноморской эскадре русского флота под командованием Ф. Ф. Ушакова и играл второстепенную роль. В 1807 году, когда в войне четвёртой коалиции Османская империя выступила на стороне Франции и объявила войну России, флот тогдашней союзницы России, Великобритании, смог без особого труда пройти через Дарданеллы, войти в Мраморное море и подойти к столице империи Константинополю, но выхода на бой от прятавшегося османского флота, так и не дождался. Османский флот был разбит спустя пять месяцев русской средиземноморской эскадрой под командованием вице-адмирала Дмитрия Сенявина в Дарданелльском и Афонском сражениях.
Во время греческой войны за независимость (1821—1829) флот восставших греков, состоявший из переоборудованных торговых судов, первоначально смог бросить вызов османскому военно-морскому превосходству в Эгейском море, блокировав османские форты в Морее и способствуя их захвату греческими сухопутными войсками. После прибытия помощи от полу-независимого эялета Египет в 1824 году, османо-египетский флот под командованием Ибрагим-паши, намного превосходивший греческие морские силы, одержал верх и успешно вторгся на Крит и в Морею, однако в 1827 году был разбит объединенным англо-франко-русским флотом в Наваринском сражении.

### Упадок (1827—1908)
Серьёзное поражение Османский флот потерпел в Синопском сражении (1853). Однако после проигрыша Российской империей Крымской войны по результатам Парижского договора 1856 года она потеряла возможность иметь флот на Чёрном море и Османский флот доминировал на театре вплоть до 1870-х годов. Последующие несколько судостроительных программ России привело к её превосходству на Чёрном море. Корабли Османского флота заказывались на верфях в США, Великобритании, Германии, Италии. 
В 1912 году, когда шла война с Италией, начались Балканские войны.  К моменту начала войны османский флот имел в своем арсенале шесть броненосных кораблей, два броненосных крейсера, одиннадцать эсминцев, тридцать торпедных катеров и девять вспомогательных судов.
Однако несмотря на малые силы Османский флот и береговая оборона делали неприступными оборону Константинополя и проливов.
Ослабление империи и её флота привели в фактической потере суверенитета. Боролись англофильская и германофильские фракции в османской элите, командующим Османским флотом на протяжении нескольких лет был британский адмирал Артур Лимпус, командующий Британской военно-морской миссией, а после победы германофилов его фактически возглавил германский адмирал Вильгельм Сушон.

### Первая мировая война
Первая мировая война стала последней, в которой принял участие Османский флот. С помощью Германии Турция до вступления в войну значительно повысила боеспособность своего флота, в частности, приобрела два крейсера «Явуз» и «Мидилли», которые участвовали в боях на Чёрном море под управлением полностью немецких экипажей.

## Корабли
На начальном этапе (XV век) Османский флот состоял из галер. Флагманом в то время был корабль Göke. К XVIII—XIX веку Османский флот имел в своём составе линейные корабли (84-пушечный «Бурдж-у-Зафер», 80-пушечный «Седель-Бахр», 79-пушечный Косова) и фрегаты («Фазли-Аллах»). В начале XX века в строй вступили эсминцы немецкого типа: «Муавенет-и Миллие», «Ядигар-и Миллет», «Нумуне-и Хамиет» и «Гайрет-и Ватание» и минные крейсера типа «Пейк-и-Шевкет».
- Абдул Кадир (броненосец)